# 芭比之夢幻仙境
《芭比之夢幻仙境》（英語：Barbie Fairytopia）是狮门娱乐（Lionsgate）和环球影业於2005年3月8日以DVD和VHS的形式發售的錄影帶首映動畫作品。該作為芭比動畫系列的第5部電影，以原創的奇幻冒險故事來展開。續集為《芭比之夢幻仙境 美人魚芭比》和《芭比夢幻仙境之魔法彩虹》。
台灣於2005年3月24日發行DVD，4月28日發行VCD，由得利影視股份有限公司代理發行。2007年12月21日再版發行。2007年5月3日由曼迪傳播發行芭比夢幻仙境系列3碟超值套裝DVD。另外，時代娛樂股份有限公司也代理發行了該片的VCD和DVD。
香港於2005年3月7日發行VCD，2008年4月15日發行DVD，由洲立影視有限公司代理發行。
中国大陆最先由泰盛文化发行VCD。中国录音录像出版总社出版，中录华纳家庭娱乐有限公司发行DVD和VCD，之后DVD又由新汇集团上海声像出版社有限公司再版发行。

## 劇情
穿越彩虹就可到達仙子們居住的夢幻仙境（Fairytopia）。沒有翅膀的花仙子愛莉娜生活在夢幻仙境的魔法草原上，她一直渴望擁有一對屬於自己的翅膀，這樣就能和夥伴們一起在天空中自由地飛翔，因為沒有翅膀她總是遭到仙子們的嘲笑和譏諷。有一天，魔法草原上飄來一陣毒氣，花朵突然開始生病枯萎了，同時她的那些會飛的仙子同伴們也逐漸喪失了飛行的能力。仙子們到處在傳說仙后陛下的孿生姐妹露雲娜抓走了守護天使之一的朶佩絲，這一切都是露雲娜的所作所為。愛莉娜為了弄清事情的真相，她決定離開魔法草原，和寵物毛球嗶寶、好朋友丹莉安一起去尋找守護天使之一的艾絲雅。走到一半的路程，丹莉安受到毒氣的影響喪失了飛行能力，愛莉娜勸說丹莉安讓她回了家，自己和嗶寶去找艾絲雅。艾絲雅從仙子拉斯比的報告中得知守護天使的朶佩絲和路比被露雲娜給抓走了，她認為自己也難逃魔爪，於是就把自己的項鏈交給前來找她的愛莉娜代為保管，自己打算去找她的朋友黛莉雅幫忙，因為黛莉雅曾經追隨過露雲娜，所以她知道露雲娜的弱點。第二天早晨，在艾絲雅出發去找黛莉雅的時候，被露雲娜的手下蘑菇頭給抓走了。愛莉娜在醒來時，發現艾絲雅已不見蹤影，後來發現是露雲娜抓走了她。
露雲娜企圖成為夢幻仙境的統治者，她打算把仙后陛下賜給七個守護天使的項鏈力量給全部吸走，但是她發現艾絲雅沒有戴着項鏈，蘑菇頭說他見過項鏈，戴在一個沒有翅膀的仙子身上。露雲娜認為沒有翅膀的仙子是不會受到她虛弱毒氣的影響的，這會影響到她的全盤計劃，於是她派蘑菇頭去抓愛莉娜。愛莉娜在咻兒和人魚王子拿路的幫助下成功躲過了露雲娜手下的追捕，找到了黛莉雅。黛莉雅一開始不願意幫助愛莉娜，但在愛莉娜的一再勸說下，黛莉雅答應幫助愛莉娜，并將露雲娜的弱點告訴了她。他們一起來到露雲娜的根據地，咻兒、黛莉雅以及嗶寶與蘑菇頭和火鳥進行周旋，掩護愛莉娜潛入城堡，最終都被露雲娜抓去。潛入城堡的愛莉娜找到了他們和七個守護天使，露雲娜讓愛莉娜交出艾絲雅的項鏈，還發現愛莉娜的雙眼裡有彩虹，認為她不是一個普通的仙子。於是露雲娜就開始誘騙愛莉娜說她和自己一樣特別，但卻得不到尊重，總是被嘲笑和排擠，露雲娜讓愛莉娜跟她合作，並用魔法給了她一對翅膀。愛莉娜在露雲娜的蠱惑下被控制，露雲娜讓她把項鏈重新戴回到艾絲雅的脖子上。隨後，露雲娜開始啟動儀式，守護天使的力量紛紛集中在露雲娜的能量聚合點上。愛莉娜在聽了艾絲雅的一句話後，頓時清醒過來，她大喊着露雲娜，我不需要你的翅膀，于是就把艾絲雅的項鏈朝着露雲娜的能量聚合點處扔去。能量聚合點遭到破壞，守護天使們的力量全部竄了出來，七種顏色的力量一起聚集在露雲娜身上後就讓她消失不見了，還破解了她的魔咒，仙子們又重新獲得了飛行的能力。愛莉娜回到家鄉的魔法草原，仙后陛下為了感謝愛莉娜，賜予了她應得的翅膀。

## 配音員
| 角色                     | 英語原聲          | 國語配音                                                         | 國語配音 | 國語配音 |
| 角色                     | 英語原聲          | 中国大陆                                                         | 台湾     | 广东话   |
| ------------------------ | ----------------- | ---------------------------------------------------------------- | -------- | -------- |
| 愛莉娜（Elina）          | 凱莉·謝里丹       | 司徒影                                                           | 李直平   | 潘芳芳   |
| 嗶寶（Bibble）           | 李·托克卡         | 原聲                                                             | 原聲     | 原聲     |
| 露雲娜（Laverna）        | 凱斯琳·巴爾       | 谢佳                                                             | 孫若瑜   | 邵美君   |
| 艾絲雅（Azura）          | 维努斯·特雷佐     | 周莹                                                             | 王華怡   | 杜雯惠   |
| 黛莉雅（Dahlia）         | 恰拉·赞尼         | 郑莉                                                             | 林芳雪   | 郭碧珍   |
| 丹莉安（Dandelion）      | 塔碧莎·卓曼       | 赵冰冰                                                           | 錢欣郁   | 蘇青鳳   |
| 朶佩絲（Topaz）          | 塔碧莎·卓曼       | 温畅                                                             | 蔣篤慧   | 余文詩   |
| 拿路王子（Prince Nalu）  | 亚历山卓·朱利安尼 | 赵威                                                             | 于正昌   | 張繼聰   |
| 咻兒（Hue）              | 馬克·奧利佛       | 黎泓和                                                           | 陳進益   | 古明華   |
| 奎爾（Quill）            | 迈克尔·多布森     | 蔡济生                                                           | 陳宗岳   | 甄錦華   |
| 仙后陛下（Enchantress）  | 南希·索里爾       | 李俊英                                                           | 鄭仁麗   | 郭碧珍   |
| 路比（Ruby）             | 斯科特·麦克尼尔   | 蔡济生                                                           | 于正昌   | 黃文偉   |
| 蘑菇頭（Fungus）         | 李·托克卡         | 赵威（#1、#6） 林洋（#2） 黎泓和（#3） 蔡济生（#4） 张立昆（#5） | 夏志世   | 李忠強   |
| 快樂魔獸（Happy Trolls） | 李·托克卡         | 林洋（#1） 赵威（#2）                                            | 趙明哲   | 李建良   |
| 拉斯比（Larkspur）       | 恰拉·赞尼         | 黎泓和                                                           | -        | 張繼聰   |
| 美人魚1（Mermaid #1）    | 塔碧莎·卓曼       | 赵威                                                             | -        | 饒瑋賢   |
| 美人魚2（Mermaid #2）    | 凱莉·謝里丹       | 郑莉                                                             | -        | 郭碧珍   |

## 配音譯製人員
中国大陆國語版工作人員
- 导配：蔡济生
- 翻译：黄国新
- 混音师：梁俊勇
- 统筹：关惠霞
- 录制：创声配音制作有限公司

廣東話版工作人員
- 導配：謝月美
- 翻譯：黃國新
- 混音師：梁俊勇
- 統籌：關惠霞
- 錄製：創聲配音製作有限公司

台灣國語版工作人員
- 聲音導演：孫若瑜
- 錄音師：林啓榮
- 5.1 mixing：黃年永、楊子介
- 監製：陳國偉
- 錄製：偉憶數位科技股份有限公司

## 備註
1. 1 2  依照芭比系列電影上映次序。
2. ↑  依照芭比之夢幻仙境系列電影故事發生的時間次序。

## 資料來源
1. ↑  . 2022-01-10  [2022-01-10]. （原始内容存档于2022-01-10）.
2. ↑  . 2022-01-10  [2022-01-10]. （原始内容存档于2022-01-10）.
3. ↑  . 2022-01-10  [2022-01-10]. （原始内容存档于2022-01-10）.
4. ↑  . 2022-01-10  [2022-01-10]. （原始内容存档于2022-01-10）.
5. ↑  . 2022-01-10  [2022-01-10]. （原始内容存档于2022-01-10）.
6. ↑  . 2022-01-10  [2022-01-10]. （原始内容存档于2022-01-10）.
7. ↑  . 2022-01-10  [2022-01-10]. （原始内容存档于2022-01-10）.
8. ↑  . 2022-01-10  [2022-01-10]. （原始内容存档于2022-01-10）.
9. ↑  . 2022-01-10  [2022-01-10]. （原始内容存档于2022-01-10）.
10. ↑  . 2022-01-10  [2022-01-10]. （原始内容存档于2022-01-10）.

## 外部連結
- 在Netflix上觀看《芭比之夢幻仙境》
- 互联网电影数据库（IMDb）上《芭比之夢幻仙境》的资料（英文）
- 豆瓣电影上《芭比之夢幻仙境》的資料 （简体中文）
- AllMovie上《芭比之夢幻仙境》的资料（英文）
- 爛番茄上《芭比之夢幻仙境》的資料（英文）